# همایش اقتصادی ۱۳۵۳ گاجره
همایش اقتصادی ۱۳۵۳ گاجره (۲۹ تا ۳۱ تیرماه ۱۳۵۳) گردهمایی سه روزه در هتل گاجره دیزین بود که در آن شاه، امیرعباس هویدا، وزرای دولت اقتصاد دانان سازمان برنامه و بودجه و بانک مرکزی ایران حضور داشتند. هدف همایش بحث پیرامون نحوه افزایش رشد کشور با بهره‌گیری از افزایش درامدهای نفت بود. شرکت کنندگان با لباس غیررسمی حضور داشتند و بحث‌های فراوان و بعضاً تندی رد و بدل شد. همه بحثهای صورت گرفته توسط مطبوعات منتشر نشدند ولی اشخاصی که در آن شرکت داشتند در بعضی محافل خاطرات خود را ابراز کرده‌اند که معمولاً به آنها استناد می‌شود؛ مثلاً اینکه کنستانتین مژلومیان گفته بود در صورت انجام این تغییرات در ایران انقلاب می‌شود یا اینکه شاه با روبرو شدن با مقاومت کارشناسان گفته بود من درب چنین سازمان برنامه ای را گل می‌گیرم.

## مقدمه
برنامه چهارم توسعه برای سالهای ۱۳۵۱–۱۳۴۷ بود. برنامه‌ریزان کشور در ۳۰ اسفند ۱۳۵۰ خطوط کلی برنامه پنجم توسعه کشور را برای تصمیم‌گیری عرضه کردند. برنامه پنجم توسعه برای ۱۳۵۶–۱۳۵۲، ارتقای سطح دانش فرهنگ، بهداشت، رفاه، توزیع عادلانه‌تر درآمد، حفظ رشد سریع تأمین اشتغال، تعادل منطقه‌ای و افزایش سهم در تجارت بین‌المللی را هدف قرار داده و انضباط، روحیه انقلابی امساک و صرفه‌جویی در رفتار ملی را از اهداف خود قرار داد.
سند برنامه پنجم را نخست‌وزیر هویدا در ۱۷ دی ۱۳۵۱ به مجلس شورای ملی تقدیم کرد و به تصویب مجلسین رسید. با وقوع جنگ اعراب و اسرائیل در مهر ۱۳۵۲ بهای نفت از ۲٫۵ دلار به بالای ده دلار در بشکه رسید که افزایش چهاربرابری درآمد کشور بود. شاه تصمیم گرفت تا در برنامه پنجم تجدیدنظر کند و میزان خرج کرد دولت را در آن حداقل دوبرابر کند.
به دنبال این تصمیم هیئت دولت هویدا در تیرماه ۱۳۵۳ در هتل گاجره دیزین جلسه‌ای ترتیب داد که در آن نخست‌وزیر اداره کننده اصلی بود و نظرات کارشناسان سازمان برنامه و بودجه که عموماً با این تجدیدنظر مخالف بودند، یا امکان عرضه نیافت یا شنیده نشد. کارشناسان سازمان برنامه‌وبودجه گفتند ظرفیت‌های اقتصاد ایران پذیرای حجم مالی به میزان دوبرابر گذشته نیست. چنین تزریق پولی پیکره اقتصاد را با خفقان روبرو خواهد ساخت.
بعدها کنستانتین مژلومیان معاون وقت برنامه‌ریزی سازمان برنامه و بودجه گفت: «زمانی که معاونت برنامه‌ریزی سازمان برنامه داد می‌زد که: این هدفها قابل اجرا نیست، مدافع دیگری نداشت… عبدالمجید مجیدی رئیس سازمان برنامه هم موضع معاونت برنامه‌ریزی را تأیید می‌کرد ولی به عنوان کسی که مقام داشت، نمی‌توانست نظر وزرا و نخست‌وزیر و شاه را نادیده بگیرد و ناچار بود دستورات را بپذیرد.

## نتایج
در نشست سه‌روزه گاجره نتیجه ای حاصل نشد و بعداز کمتر از دو هفته برنامه تجدیدنظر را برای تصمیم‌گیری نهایی به همایش اقتصادی ۱۳۵۳ رامسر بردند که از ۱۰ تا ۱۳ مردادماه ۱۳۵۳ با شرکت هویدا، شاه، عبدالمجید مجیدی، دکتر اقبال، اسدالله علم و عده دیگری برگزار شد. در آنجا هویدا طبق معمول به تأیید نظرات شاه پرداخت و گفت:
 ما مطمئن هستیم که تحت رهبری حکیمانه شاهنشاه با تصمیمات انقلابی ایشان از هر شرایط سختی عبور می‌کنیم.
عبدالمجید مجیدی سعی کرد تا جایی که می‌تواند تعادلی برقرار شود ولی تصمیم نهایی با خود شاه بود که دستور اجرا صادر کرد. زمان زیادی لازم نبود تا نتایج تصمیم شاه آثار خود را نمایان سازد. در سال ۱۳۵۵ شاه در گفتگوهای خصوصی خود با علم دربارهٔ بی‌پولی صحبت کرد. پولی که به گفته خودش از زمان افزایش قیمت نفت به خزانه ایران وارد شده بود و بر اثر تصمیمات غلط و اسراف بی‌حد به آتش کشیده شده بود!